# Jean-Baptiste Michel de Trétaigne
Jean-Baptiste, baron Michel de Trétaigne, né le 20 novembre 1780 et mort le 11 avril 1869, est un médecin militaire et homme politique français, médecin principal d'armée de 1re classe, inspecteur adjoint du conseil de santé des armées, dernier maire de Montmartre et premier maire du XVIIIe arrondissement de Paris. Il repose au cimetière du Père Lachaise (division 11), à Paris.

## Biographie
Jean-Baptiste Michel de Trétaigne entra de bonne heure dans le service de santé des armées et fit les campagnes de l’Empire, comme nombre de ses contemporains.
Licencié de l’armée en 1815, Jean-Baptiste Michel prit de nouveau du service en 1823 comme médecin de l’état-major de Paris.
Le 8 août 1816, il épouse Élise Cordier, née à Lorient le 30 novembre 1792 et décédée le 18 avril 1835, fille de Louis-François Cordier, régent de la Banque de France. En 1819, elle lui donne un fils, Jean Baptiste François Léon dit « Léon » Michel de Trétaigne.
Il fut anobli par ordonnance royale du 19 novembre 1828. Le titre de baron lui fut donné par lettres patentes du 16 décembre 1829, avec majorat sur la terre de Trétaigne, (aujourd’hui commune de La Chapelaude). En 1861, Jean-Baptiste Michel fut autorisé par décret impérial de porter à son patronyme le nom de Trétaigne.
À Paris, Jean-Baptiste avait acheté à la création d’une compagnie du gaz, un grand nombre d’actions qui, revendues en temps opportun, centuplèrent de valeur. Avec une partie de ce capital, il acquit à Montmartre des maisons et de vastes terrains, qui étaient alors peu chers.
Amateur éclairé, ayant probablement acquis le goût des arts lors de son séjour romain, Jean-Baptiste Michel de Trétaigne avait acquis pour sa belle demeure montmartroise de remarquables collections de peinture, sculptures, vitraux qui comptaient parmi les plus riches de l’époque.
Après son décès, le règlement des affaires obligea sa famille à se séparer de tableaux, au nombre de 65. La vente eut lieu le 19 février  1872 à l’hôtel Drouot. Plusieurs maitres du XIXe siècle y figuraient : Rosa Bonheur, Eugène Delacroix, Ary Scheffer, Félix Ziem. En deux à trois heures de temps toute la collection fut adjugée. Cette vente qui totalisera 501 250 Fr.-, ramena les amateurs à l’hôtel Drouot et assura le succès des ventes suivantes. Et comme l’écrivait Alexis Martin « l’impulsion venait de Montmartre et d’un Montmartrois ».
Il fut nommé maire de Montmartre le 14 janvier 1855 « non pour ses opinions, mais pour sa valeur personnelle et sa droiture ». Alors que sa commune allait être rattachée à Paris le 1er janvier 1860, il s’exprimait ainsi le 13 août 1859 : « En cessant d’être maire de la commune, je déclare que ses braves habitants ont toutes mes sympathies et qu’ils ont toujours répondu à mon appel chaque fois qu’il s’est agit de donner au gouvernement de notre auguste Empereur des témoignages de leur patriotisme et de leur amour pour sa dynastie ; c’est une justice à leur rendre ; leur empressement à fêter en toutes occasions les hauts faits qui se rattachent à sa personne ne s’est jamais démenti, et, je ne crains pas de le dire, le dix-huitième arrondissement sera toujours fidèle et dévoué.»

### Montmartre
Au XVIIIe siècle, à l’emplacement du numéro 112 de la rue Marcadet dans le XVIIIe arrondissement de Paris, existait une sorte de ferme assez importante comprenant bâtiments d’habitations, écuries, bergerie, jardin. Cet ensemble fut acheté en 1771 par Jacques Agirony de Corsé, Comte du Saint-Empire et grand maître des eaux et forêts de la principauté de Bouillon, et transformé de fond en comble pour devenir une habitation de plaisance, une « folie » qui était alors fort à la mode chez les gens de qualité et les parvenus de la fiance de se faire bâtir aux portes de Paris. Agirony agrandit cette propriété – « sise au village de Clignancourt » - et la vendit, en 1788, à Hubert Thory, l’un des douze marchands de vin privilégiés du roi. Ce dernier étant décédé en 1809, la propriété fut vendue en 1811 à Louis François Cordier, père d’Élise, future épouse de Jean-Baptiste Michel de Trétaigne. L’immeuble était alors désigné ainsi : « Maison de campagne dite « La Boule d’or » », dénomination provenant, paraît-il d’une magnifique boule dorée qui surmontait le belvédère de cette maison.
Le régent de la banque de France, Louis François Cordier étant mort en 1817, la maison de la Boule d’or resta indivise entre ses enfants, jusqu’au 9 février 1837, date à laquelle elle fut de nouveau vendue, pour la somme de 41 315 Fr.- à Jean-Baptiste Michel, « docteur en médecine demeurant à Paris au 8 de la rue du Port Mahon », lequel agissait au nom de son fils Jean Baptiste Léon Michel, issu de son mariage avec feue Élise Cordier, cohéritière, avec ses frères, de son père, le susdit Louis François Cordier. C’est ainsi que la maison dite de la Boule d’or devint la propriété de la famille Michel de Trétaigne.
La maison de « la boule d’or »  de Jean-Baptiste Michel de Trétaigne échut après sa mort à son fils unique Jean-Baptiste Léon Michel de Trétaigne connu pour avoir rédigé une petite histoire de Montmartre et qui mourut le 1er octobre 1876 à l’âge de 57 ans. Vers 1880, la mairie de Paris envisagea d’installer la mairie du XVIIIe arrondissement de Paris dans la maison de « la Boule d’Or ». Au début du XXe siècle, la propriété fut vendue et un ilot d’immeubles de plusieurs étages fut construit sur cet emplacement ; L’inauguration eut lieu le 3 juillet 1904. Peut-être pour faire oublier cette urbanisation intensive, la « rue de Trétaigne » fut inaugurée. Les « piétons de Paris » doivent savoir que la « rue de Trétaigne » et la « rue Lapeyrère » passent sur l’emplacement du parc de l’hôtel de la Boule d’or ».

### Vie familiale
- Marié le 8 août 1816 avec Élise Cordier, fille de Louis-François Cordier, régent de la Banque de France, née le 30 septembre 1792 à Lorient, décédée le 18 avril 1835, Paris (à l’âge de 42 ans), dont postérité:
  - Jean-Baptiste Léon Michel, baron de Trétaigne, né le 3 mars 1819, à Paris et mort le 30 septembre 1876, Paris (à l’âge de 57 ans). Il épouse le 30 juin 1846 à Montmartre Mademoiselle Anaïs Moureau d'Arembole, née le 15 juillet 1824 à Courteil (Oise), décédée le 9 novembre 1914 à Courcival (Sarthe) dont postérité:
    - Élise Marie, née le 18 octobre 1847 à Paris et décédée le 29 avril 1922, Paris 7e. Mariée le 21 avril 1869 à Courcival (Sarthe), avec Gustave Stellaye de Baigneux, marquis de Courcival, né le 18 juillet 1834 à Courcival (Sarthe) et mort le 16 janvier 1908 à Paris 7e (à l’âge de 73 ans).
    - Marie Isabelle Charlotte Fanny, née le 21 mars 1849 à Paris, décédée le 29 mars 1887, Paris.
    - Léon Jean-Baptiste Michel, baron de Trétaigne, né le 11 janvier 1856, Montmartre (Seine), mort le 21 août 1923 en son château de Festieux à Festieux (Aisne) et inhumé en août 1923 au cimetière de Festieux (Aisne), inspecteur des finances, avocat de la cour d'appel de Paris, maire de Festieux, conseiller général de l'Aisne, camérier secret du Pape,  officier de la Légion d'honneur, croix de guerre 1914-1918. Marié le 30 mai 1882 à Paris, avec Marie-Charlotte du Cauzé de Nazelle, née le 27 février 1863 au château de Guignicourt à Guignicourt (Aisne), décédée le 23 janvier 1928 en son hôtel du 12 rue de Condé (VIe arrondissement de Paris) et inhumée en janvier 1928 au cimetière de Festieux (Aisne) dont postérité:
      - Jean, baron de Trétaigne, né le 18 septembre 1883 au château de Guignicourt (Aisne), mort le 29 mai 1956 à Paris. Lieutenant d’infanterie, Chevalier de la Légion d'honneur, croix de guerre 1914-1918, Marié le 8 mai 1911 avec Yvonne Lebeuf de Montgermont , née le 26 février 1889 et décédée le 15 août 1981 dont postérité:
        - Marguerite épouse André Bérenger, né le 8 août 1904, Livron (Drôme), mort le 12 octobre 1994, Toulouse (Haute-Garonne).
        - Jacques, né le 1er mars 1915, décédé en 1940.
        - Gaston, baron de Trétaigne, né le 13 septembre 1916, Paris 8e, mort le 24 février 1999 à Bordeaux (Gironde). Capitaine dans l’armée française, décoré en juin 1940 de la croix de guerre 1939-1940, participe à la libération de Paris en tant que FFI, Il est ensuite décoré en septembre 1944 de la Silver Star pour son acte héroïque au combat de Gravelotte.Marié avec Françoise Marie Madeleine Forzy dont postérité:
        - Anne née le 28 septembre 1918 et décédée le 17 avril 2016. Marié le 25 mars 1940 à Toulouse avec Hubert Mandosse, né le 8 mai 1908 à Paris et mort le 24 mars 1985.

      - Isabelle, née le 20 juin 1888 au château de Festieux (Aisne), décédée le 19 octobre 1981 à Léognan (Gironde) (à l’âge de 93 ans). Mariée le 25 novembre 1907 à Festieux (Aisne), avec Jean, comte Duffour de Raymond, né le 30 janvier 1881 à Paris, mort le 30 janvier 1971 à Léognan.
      - Jeanne, née le 5 mai 1893, décédée le 21 juillet 1978, inhumée en juillet 1978, cimetière de Festieux (Aisne) (à l’âge de 85 ans). Mariée le 2 juillet 1918 à Courcival (Sarthe), avec Camille, baron de Warenghien de Flory, né le 9 avril 1890 à Douai (Nord), décédé en 1965, officier d'artillerie et camérier secret du pape.

## Armes

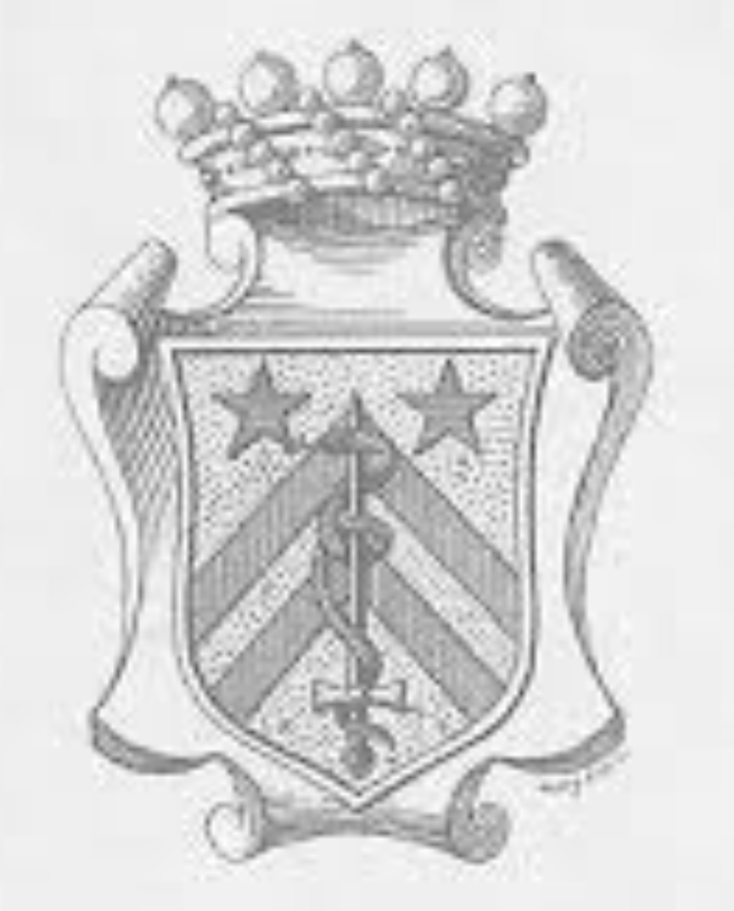

Blason : D’or à deux chevrons de gueules, chargés d’une épée d’argent posée en pal, entortillé d’un serpent de sinople, les chevrons accompagnés en chef de deux étoiles d’azur. Ordonnance royale du 19 novembre 1828. Le titre de baron donné par lettres patentes du 16 décembre 1829, avec majorat sur la terre de Trétaigne.

## Demeures
- Hôtel de Trétaigne anciennement Hôtel de « la boule d’or » au 112, rue Marcadet dans le XVIIIe arrondissement de Paris. Demeure de Jean-Baptiste Michel de Tretaigne (1789-1852) puis de Jean-Baptiste « Léon » Michel de Trétaigne (1819-1876)
- Château de Festieux (Aisne). Propriété de Léon Michel de Trétaigne (1856-1923)

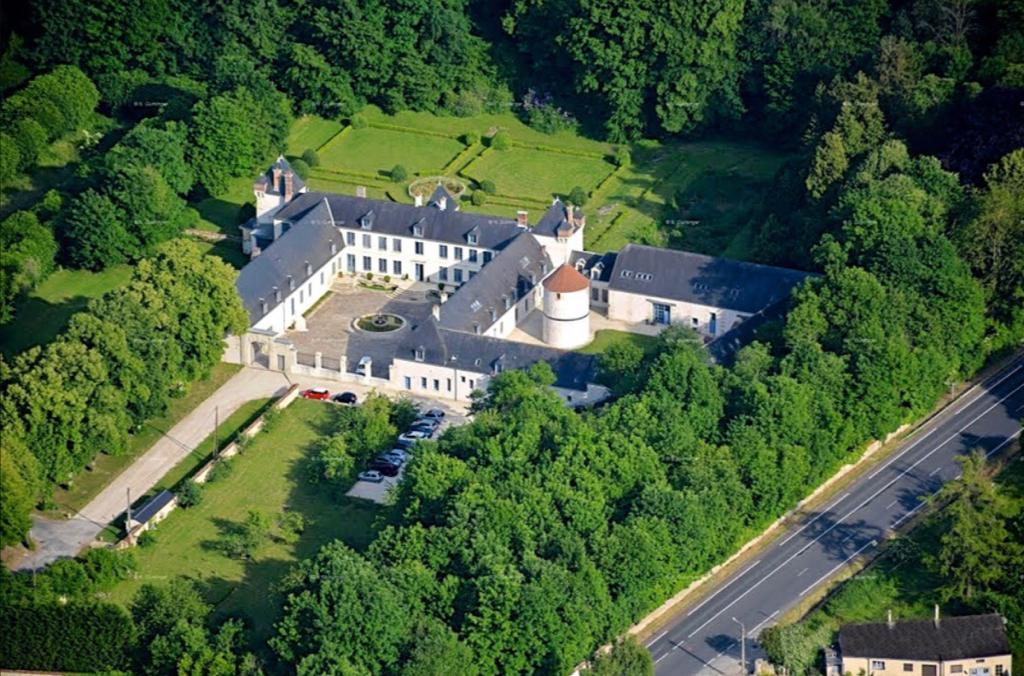